# Manuel Pamplona Carneiro Rangel Veloso Barreto de Miranda e Figueiroa

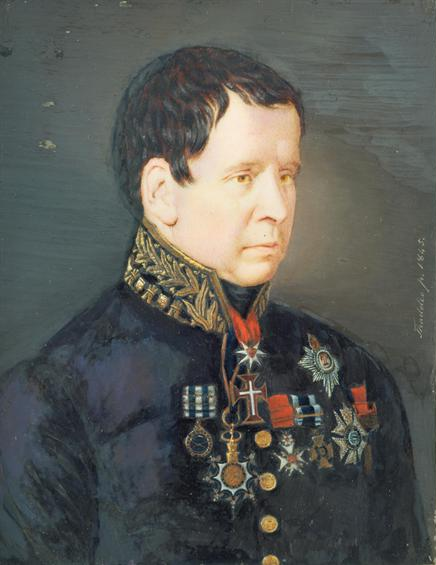
Retrato do Visconde de Beire (1845), por Tadeu de Almeida Furtado

D. Manuel Pamplona Carneiro Rangel Veloso Barreto de Miranda e Figueirôa (3 de Outubro de 1774 - 12 de Maio de 1849), 1.º visconde de Beire (em duas vidas, dado em 3 de Julho de 1824, Par do Reino, do Conselho de Sua Majestade Fidelíssima, 12.° senhor de Beire, padroeiro de Santo André de Sobrado, comendador das ordens de Cristo e Torre-Espada, deputado ás cortes (1837), Tenente-general do exército, governador das armas do Porto (1823) e do Alentejo (1826).
Foi o comandante do regimento de Infantaria 18 durante a Guerra Peninsular.
Tinha casa e morgado em Beire, Paredes, sucedendo seu pae em janeiro de 1815.

## Dados genealógicos
Filho de José Pamplona Carneiro Rangel de Tovar, 11.° senhor de Beire, padroeiro de Santo André de Sobrado, fidalgo da casa real, cavaleiro da ordem de S. João de Jerusalém, major governador do Castelo do Queijo (junto a Matosinhos.) Tinha sucedido na casa, a seu irmão João Pamplona Carneiro Rangel. Morreu em janeiro de 1815.
Havia casado com D. Antónia Inácia Barreto de Miranda, filha de Barnabé Veloso Barreto de Miranda, morgado de Santa Marta de Portuzelo, Viana do Minho, fidalgo da casa real, e de sua mulher, D. Antónia Tereza Correia de Araújo, senhora do morgado de Cabéda, na freguezia de Villar de Maçada, em Trás-os-Montes.
Casou em 22 de Abril de 1818 com: D. Maria Helena de Sousa Holstein, da casa de Calhariz, irmã do 1º Duque de Palmela, ambos filhos de Alexandre de Sousa Holstein, conde de Palmela, e de sua 2.* mulher, D. Balbina de Sousa.
Tiveram:
1. D. Maria Baldina Pamplona Carneiro Rangel Veloso Barreto de Figueiroa (20 d'agosto de 1819),[3] casada com D. António Benedito de Castro (30 de novembro de 1821 - 1865), 4º conde de Resende, par do Reino (1826) e porteiro-mor da Casa Real (1834), capitão da guarda real dos archeiros.[3]
2. D. Henriqueta Maria Pamplona Carneiro Rangel Veloso Barreto de Figueiroa (21 de Agosto de 1820 - 17 de Julho de 1833).[3]
3. D. Emília Maria Pamplona Carneiro Rangel Veloso Barreto de Figueiroa (19 de outubro de 1821 - 31 de outubro de 1856), casada em março de 1846 com Sebastião de Castro e Lemos de Magalhães e Meneses.[4]
4. D. Juliana Maria Pamplona Carneiro Rangel Veloso Barreto de Figueiroa (23 de outubro de 1822), casada com Geraldo José Braamcamp de Almeida Castelo-Branco. Sem geração.[3]